# Джиммі Макколл (1892)
Джиммі Макколл (англ. Jimmy McColl, 14 грудня 1892, Глазго — 31 грудня 1978) — шотландський футболіст, що грав на позиції нападника, зокрема, за клуби «Селтік» та «Гіберніан».
Чотириразовий чемпіон Шотландії. Володар Кубка Шотландії.

## Ігрова кар'єра
У дорослому футболі дебютував 1913 року виступами за команду клубу «Селтік», в якій провів сім сезонів. За цей час п'ять разів виборював титул чемпіона Шотландії. У сезоні 1915/16 став найкращим бомбардиром вищого дивізіону чемпіонату Шотландії, забивши 34 голи у ворота суперників по цьому змаганню.
Згодом з 1920 по 1922 рік грав у складі команд клубів «Піблс Роверс», «Сток Сіті» та «Партік Тісл».
Своєю грою за останню команду привернув увагу представників тренерського штабу клубу «Гіберніан», до складу якого приєднався 1922 року. Відіграв за команду з Единбурга наступні дев'ять сезонів своєї ігрової кар'єри. Більшість часу, проведеного у складі «Гіберніана», був основним гравцем атакувальної ланки команди. У складі «Гіберніана» був одним з головних бомбардирів команди, маючи середню результативність на рівні 0,45 гола за гру першості.
Завершив ігрову кар'єру у клубі «Літ Атлетік», за команду якого виступав протягом 1931—1932 років.
Помер 1978 року.

## Титули і досягнення
- Чемпіон Шотландії (4):

«Селтік»: 1913–1914, 1914–1915, 1915–1916, 1916–1917, 1918–1919
- Володар Кубка Шотландії (1):

«Селтік»: 1913–1914
- Найкращий бомбардир чемпіонату Шотландії (1): 1915–1916 (34 голи)